# Hudson (Indiana)
Hudson es un pueblo ubicado en el condado de Steuben en el estado estadounidense de Indiana. En el Censo de 2010 tenía una población de 518 habitantes y una densidad poblacional de 289,02 personas por km².

## Geografía
Hudson se encuentra ubicado en las coordenadas 41°31′54″N 85°5′3″O / 41.53167, -85.08417. Según la Oficina del Censo de los Estados Unidos, Hudson tiene una superficie total de 1.79 km², de la cual 1.79 km² corresponden a tierra firme y (0%) 0 km² es agua.

## Demografía
Según el censo de 2010, había 518 personas residiendo en Hudson. La densidad de población era de 289,02 hab./km². De los 518 habitantes, Hudson estaba compuesto por el 98.07% blancos, el 0% eran afroamericanos, el 0.19% eran amerindios, el 0.58% eran asiáticos, el 0.19% eran isleños del Pacífico, el 0.58% eran de otras razas y el 0.39% pertenecían a dos o más razas. Del total de la población el 1.93% eran hispanos o latinos de cualquier raza.